# Danai Udomchoke
Danai Udomchoke (Bangkok, 11 agosto 1981) è un ex tennista thailandese.

## Biografia
Ha ottenuto il suo best ranking in singolare il 29 gennaio 2007 con la 77ª posizione; mentre nel doppio è diventato, il 26 aprile 2004, il 146º del ranking ATP.
In singolare ha vinto otto challenger e otto futures. La sua migliore prestazione ottenuta nei tornei del grande slam è rappresentata dal terzo turno raggiunto nell'Australian Open 2007; in quell'occasione egli ha superato l'argentino Martín Vassallo Argüello e lo spagnolo Juan Carlos Ferrero, testa di serie n. 24, prima di essere sconfitto dal serbo, testa di serie n. 14, Novak Đoković con il punteggio di 3-6, 4-6, 7-5, 1-6.
Nel 2006 a Doha, nei Giochi Asiatici ha vinto la medaglia d'oro battendo in finale il coreano Hyung-Taik Lee con il punteggio di 7-5, 6-3. Nel 2007, in occasione della XXIV Universiade ha conquistato l'oro superando un altro coreano, Jae-Sung An.
Ha fatto parte della squadra thailandese di Coppa Davis dal 1998 al 2011, con un record di 37 vittorie e 18 sconfitte.
Si è ritirato nel 2015.

## Statistiche

### Singolare

#### Vittorie (0)
| Legenda singolare         |
| Grande Slam (0)           |
| ATP World Tour Finals (0) |
| ATP Masters 1000 (0)      |
| ATP World Tour 500 (0)    |
| ATP World Tour 250 (0)    |
| Challengers (8)           |
| Futures (8)               |

| Numero | Data             | Torneo                                                             | Superficie  | Sfidante in finale   | Punteggio           |
| 1.     | 8 novembre 1999  | Volki Tennis Open 1999, Pattaya                                    | Cemento     | Aisam-ul-Haq Qureshi | 6-4, 4-6, 6-2       |
| 2.     | 17 luglio 2000   | Extra Joss Men's 2000, Giacarta                                    | Cemento     | Tasuku Iwami         | 6-3, 6-3            |
| 3.     | 4 dicembre 2000  | Philippines Manila Futures 2000, Manila                            | Cemento     | Yong-Il Yoon         | 6-3, 3-6, 7-5       |
| 1.     | 7 ottobre 2003   | Belgaum Challenger 2003, Belgaum                                   | Cemento     | Wang Yeu-tzuoo       | 7–6(5), 6-1         |
| 2.     | 23 maggio 2005   | Busan Open Challenger 2005, Pusan                                  | Cemento     | Paul Goldstein       | 7–6(6), 6-1         |
| 3.     | 25 luglio 2005   | Challenger Banque Nationale de Granby 2005, Granby                 | Cemento     | Grégory Carraz       | 7–6(6), 2-6, 7–6(2) |
| 4.     | 14 novembre 2005 | JSM Challenger of Champaign 2005, Champaign                        | Cemento (i) | Justin Gimelstob     | 7-5, 6-2            |
| 5.     | 17 aprile 2006   | Chikmagalur Challenger 2006, Chickmagalur                          | Cemento     | Toshihide Matsui     | 7-5, 6-4            |
| 6.     | 15 maggio 2006   | Fergana Challenger 2006, Fergana                                   | Cemento     | Alexander Peya       | 6-0, 6-2            |
| 7.     | 6 novembre 2006  | Busan Challenger 2006, Busan                                       | Cemento     | Paul Goldstein       | 6-2, 6-0            |
| 8.     | 11 maggio 2009   | Busan Open Challenger 2009, Pusan                                  | Cemento     | Blaž Kavčič          | 6-2, 6-2            |
| 4.     | 12 ottobre 2010  | Kashiwa Open 2010, Kashiwa                                         | Cemento     | Ti Chen              | 6-4, 6-2            |
| 5.     | 18 ottobre 2010  | College Challenge International Tennis Tournament 2010, Nishi-Tama | Cemento     | Skuichi Sekiguchi    | 6-1, 6(6)–7, 6-4    |
| 6.     | 25 gennaio 2011  | ITF ANZ Bank Futures 2011, Phnom Penh                              | Cemento     | Vishnu Vardhan       | 6-2, 6-3            |
| 7.     | 28 marzo 2011    | Chang ITF Thailand Pro Circuit Khon Kaen 2011, Khon Kaen           | Cemento     | Ti Chen              | 6-0, 6-2            |
| 8.     | 4 aprile 2011    | Chang ITF Thailand Pro Circuit Khon Kaen 2 2011, Khon Kaen         | Cemento     | Daniel Evans         | 6-2, 6-4            |

### Doppio

#### Vittorie (1)
| Legenda doppio            |
| Grande Slam (0)           |
| ATP World Tour Finals (0) |
| ATP Masters 1000 (0)      |
| ATP World Tour 500 (0)    |
| ATP World Tour 250 (1)    |
| Challengers (3)           |
| Futures (5)               |

| Numero | Data              | Torneo                                                 | Superficie    | Compagno                   | Avversari in Finale                   | Punteggio           |
| 1.     | 4 dicembre 2000   | Philippines Manila Futures 2000, Manila                | Cemento       | Donovan September          | Domenic Marafiote Lee Radovanovich    | 6-4, 6-3            |
| 2.     | 4 giugno 2001     | Korea Republic Seoul Futures 2001, Seul                | Terra rossa   | Lee Radovanovich           | Kim Dong-Hyun Chang-Hoon Lee          | 6-2, 6-2            |
| 3.     | 15 aprile 2002    | HongHe Cup 2002, Kunming                               | Cemento       | Wang Yeu-tzuoo             | James Auckland Simon Dickson          | 5-7, 6-3, 6-2       |
| 1.     | 25 novembre 2002  | Yokohama Challenger 2002, Yokohama                     | Sintetico (i) | Lu Yen-hsun                | Ivo Karlović Mark Nielsen             | 7–6(5), 6-3         |
| 2.     | 7 luglio 2003     | Challenger Banque Nationale de Granby 2003, Granby     | Cemento       | Lu Yen-hsun                | Josh Goffi Ryan Sachire               | 6(4)–7, 6-4, 7–6(0) |
| 4.     | 16 agosto 2010    | Chang ITF Thailand Pro Circuit 2010, Nakorn Ratchasima | Cemento       | Sebastian Rieschick        | Sanchai Ratiwatana Sonchat Ratiwatana | 6-4, 6-4            |
| 5.     | 25 gennaio 2011   | ITF ANZ Bank Futures 2011, Phnom Penh                  | Cemento       | Kittiphong Wachiramanowong | Divij Sharan Vishnu Vardhan           | 6-4, 6-4            |
| 3.     | 9 maggio 2011     | Busan Open Challenger Tennis 2011, Pusan               | Cemento       | Kyu-Tae Im                 | Jamie Baker Vasek Pospisil            | 6-4, 6-4            |
| 1.     | 30 settembre 2012 | Thailand Open, Bangkok                                 | Cemento       | Lu Yen-hsun                | Eric Butorac Paul Hanley              | 6-3, 6-4            |